# Kati Pulkkinen
Kati Maaria Kristiina Pulkkinen (Sulkava, 6 aprile 1975) è un'ex fondista finlandese.

## Biografia
In Coppa del Mondo ottenne il primo risultato di rilievo il 7 gennaio 1995 a Östersund (21ª) e come miglior risultato un dodicesimo posto.
In carriera prese parte a un'edizione dei Giochi olimpici invernali, Nagano 1998 (57ª nella 5 km, 51ª nell'inseguimento), e a una dei Campionati mondiali, vincendo una medaglia.

## Palmarès

### Mondiali
- 1 medaglia:
  - 1 bronzo (staffetta[1] a Trondheim 1997)

### Coppa del Mondo
- Miglior piazzamento in classifica generale: 24ª nel 1996